# Salmeterol
Salmeterol é um agonista beta-2 adrenérgico de longa ação utilizada no tratamento da asma e da doença pulmonar obstrutiva crônica.